# Alfred Voß

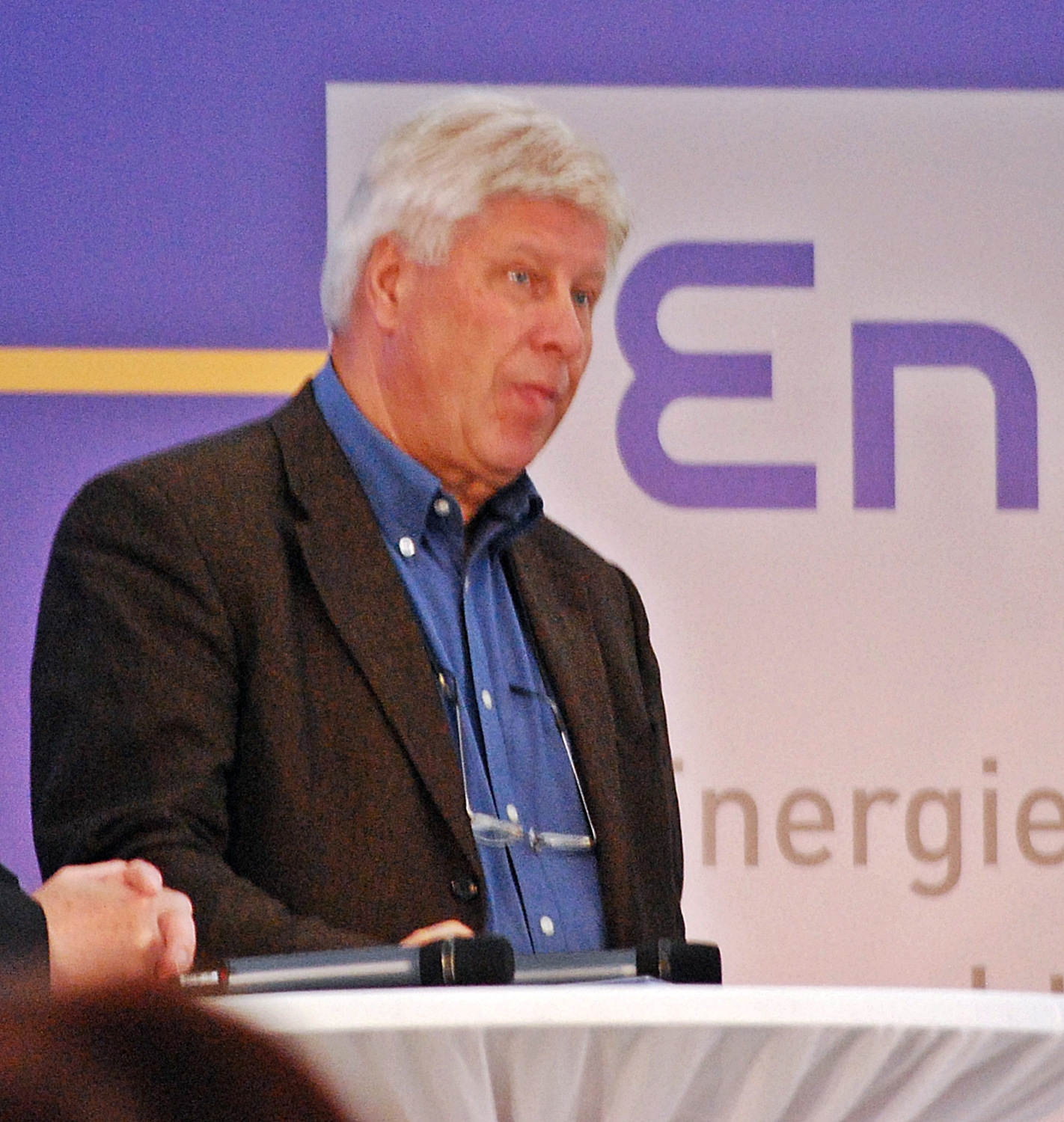
Alfred Voß am 25. September 2010 im Kraftwerk Stuttgart-Münster

Alfred Voß (* 1. Februar 1945 in Schmallenberg-Ebbinghof) ist ein deutscher Energiewissenschaftler.

## Leben
Alfred Voß studierte nach seinem Abitur in Dortmund von 1965 bis 1970 Maschinenbau an der RWTH Aachen. Er wurde 1973 in Aachen mit der Arbeit Ansätze zur Gesamtanalyse des Systems Mensch, Energie, Umwelt promoviert. Nach einer Tätigkeit als Wissenschaftlicher Mitarbeiter am Institut für Reaktorentwicklung der Kernforschungsanlage Jülich (KFA) wurde er 1973 Stellvertretender Leiter der Programmgruppe Systemforschung und Technologische Entwicklung (STE) der KFA. 1976/77 arbeitete er am International Institute for Applied Systems Analysis (IIASA) in Laxenburg. 1977 wurde er Leiter der Programmgruppe Systemforschung und Technologische Entwicklung (STE) der KFA.
Voß erhielt 1983 einen Ruf als Professor an das Institut für Kernenergetik und Energiesysteme (IKE) an der Universität Stuttgart, 1990 wurde er Direktor des Instituts für Energiewirtschaft und Rationelle Energieanwendung (IER) an der Universität Stuttgart.
Er war von 1991 bis 1994 Mitglied der Enquête-Kommission „Schutz der Erdatmosphäre“ des Deutschen Bundestages und 2000 bis 2002 Mitglied der Enquete-Kommission „Nachhaltige Energieversorgung unter den Bedingungen der Globalisierung und der Liberalisierung“ des Deutschen Bundestages. Seit 1995 ist er Mitglied des Senats der Hermann von Helmholtz Gemeinschaft Deutscher Forschungszentren. Voß ist zudem Mitglied der Deutschen Akademie der Technikwissenschaften (Acatech).
Alfred Voß engagiert sich mit seinen wissenschaftlichen Arbeiten zum Thema der nachhaltigen Energietechniken und Energiesystemen. Er ist Forschungsgruppenleiter der 2004 gestarteten Forschungsinitiative „Kraftwerke des 21. Jahrhunderts“ (KW 21). Er ist einer der beiden Herausgeber der Informations-Plattform Energie-Fakten.

## Positionen
Alfred Voß ist ein starker Befürworter der Kernenergie und plädiert, publizistisch wie auch als Politikberater, für deren Ausbau: „Einzig die umweltfreundliche Atomenergie hilft uns, die Energieprobleme zu lösen“. In einem Sonderdruck der ZEIT im Jahr 1977 schreibt er: „Ohne Nutzung der Atomkraft kann der Hunger nach Energie nicht gestillt werden“. Am 20. November 2012 wurde er zum Ehrenmitglied der Kerntechnischen Gesellschaft (KTG) ernannt. Laut der Vorsitzenden der KTG, Astrid Petersen, sei er ernannt worden, weil er sich „in seiner Forschung, seinem öffentlichen Wirken und nicht zuletzt auch in der Politikberatung die Kernenergie als integralen Bestandteil einer zuverlässigen und nachhaltigen Energieversorgung moderner Industriestaaten betrachtet und sich mit großer Beständigkeit und Unabhängigkeit für ihre langfristige Nutzung in Deutschland eingesetzt“ habe. In seinem Vortrag hierzu stellte Alfred Voß die Energiewende als „Weg zu einer klimaverträglichen und nachhaltigen Energieversorgung“ in Frage.

## Schriften (Auswahl)
- Energie, Umwelt und Klima, TÜV Rheinland Köln 1991, ISBN 3-88585-981-5, zusammen mit Peter Schaumann
- Energieumwandlungstechniken als Elemente von Minderungsstrategien energiebedingter Klimagasemissionen, Forschungszentrum Jülich 1995, ISBN 3-89336-168-5, zusammen mit Ulrich Fahl, Dieter Herrmann
- Zur deutschen Energiewirtschaft an der Schwelle des neuen Jahrhunderts, Teubner 2000, ISBN 3-519-00266-3, zusammen mit Wolfgang Eichhorn, Peter Hennicke, Reiner Kümmel, Gerhard Ott, Wilhelm Riesner, Wolfgang Brune
- Nachhaltigkeit in der Energieversorgung und das Problem der externen Kosten, Schöningh Paderborn 2004, ISBN 3-506-71317-5